# Yohannes I
Yohannes I, död 1682, var kejsare av Etiopien mellan 1667 och 1682.